# Luigi Soffietti

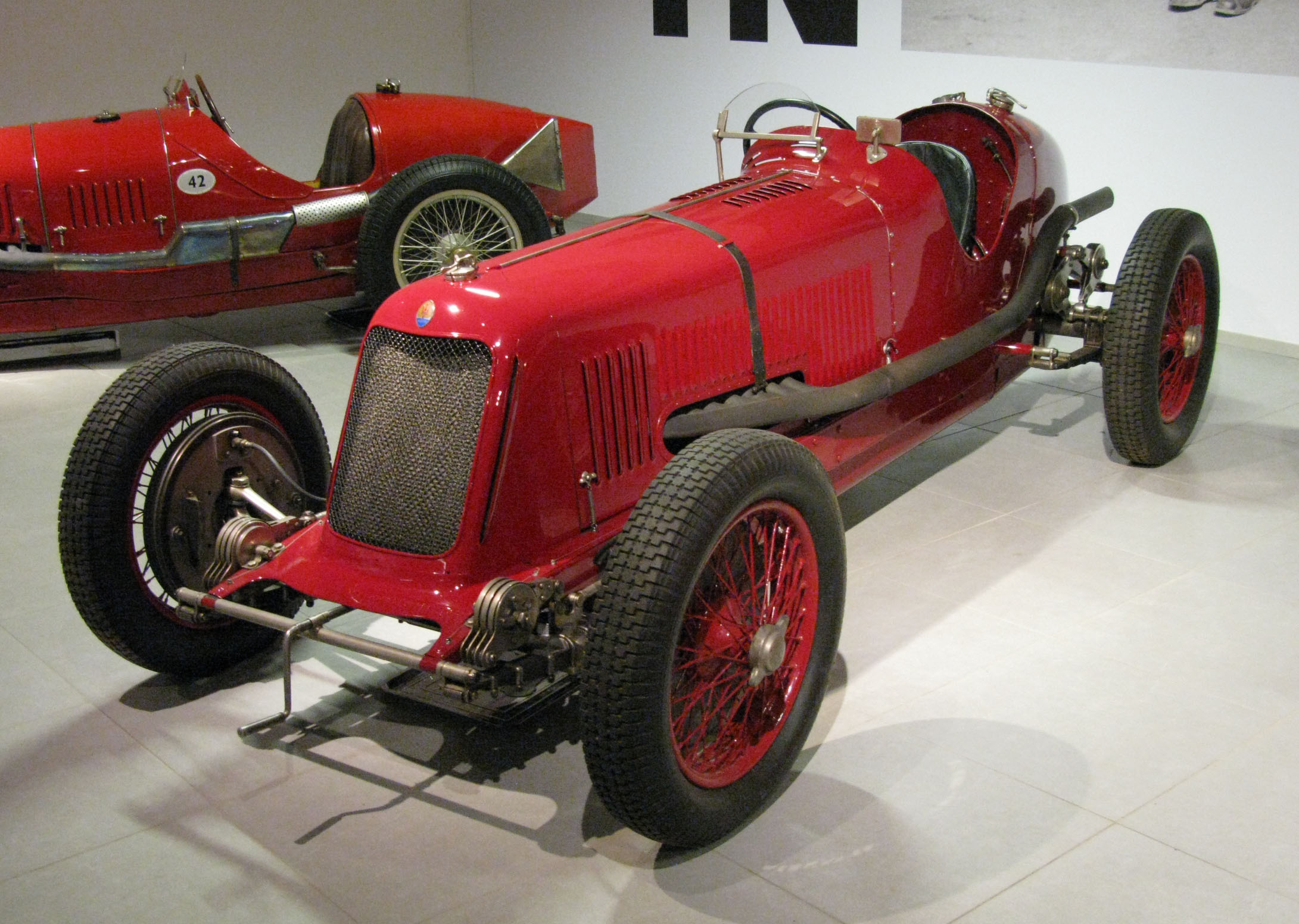
Maserati 8CM

Luigi „Gigi“ Soffietti (bl. 1930er-Jahre) war ein italienischer Automobilrennfahrer.

## Karriere
Soffietti nahm in den 1930ern auf Alfa Romeo und Maserati an Langstrecken-, Sportwagen- und Grand-Prix-Rennen teil und startete unter anderem für die Scuderia Ferrari, die Scuderia Siena und die Scuderia Subauda sowie als Privatfahrer.
Seinen ersten größeren Erfolg feierte Soffietti 1934 auf Maserati 8CM beim Großen Preis von Algerien auf dem Circuit de Bouzaréah mir Rang drei hinter Jean-Pierre Wimille (Bugatti) und Antonio Brivio / Louis Chiron (Alfa Romeo). 1935 errang er beim Grand Prix de Pau ebenfalls den Dritten Platz und musste sich nur den Alfa-Romeo-Werksfahrern Tazio Nuvolari und René Dreyfus geschlagen geben.
Im Jahr 1938 wurde Luigi Soffietti – jeweils in der Voiturette-Klasse – zusammen mit Luciano Uboldi auf Maserati 6CM Zweiter beim Grand Prix d’Albi und auf Maserati 4CM Dritter bei Grand Prix de Picardie.

## Statistik

### Vorkriegs-Grands-Prix-Ergebnisse
| Saison | Team                            | Wagen                                       | 1 | 2   | 3   | 4   | 5 | 6 | 7 | Punkte | Position |
| ------ | ------------------------------- | ------------------------------------------- | - | --- | --- | --- | - | - | - | ------ | -------- |
| 1934   | Alfa Romeo Monza / Maserati 8CM | Scuderia Siena                              |   |     |     |     |   |   |   | —      | —        |
| 1934   | Alfa Romeo Monza / Maserati 8CM | Scuderia Siena                              |   |     | DNF |     |   | 9 |   | —      | —        |
| 1935   | Maserati 8CM                    | Luigi Soffietti (privat)                    |   |     |     |     |   |   |   | 52     | 24.      |
| 1935   | Maserati 8CM                    | Luigi Soffietti (privat)                    | 8 |     |     | DNA |   |   |   | 52     | 24.      |
| 1937   | Maserati 6C-34 / Maserati 8CM   | Scuderia Subauda / Luigi Soffietti (privat) |   |     |     |     |   |   |   | 35     | 17.      |
| 1937   | Maserati 6C-34 / Maserati 8CM   | Scuderia Subauda / Luigi Soffietti (privat) |   | DNF | DNF | DNS |   |   |   | 35     | 17.      |

| Legende  | Legende                                                                   | Legende                                                                   | Legende   |
| Farbe    | Bedeutung                                                                 | Bedeutung                                                                 | EM-Punkte |
| -------- | ------------------------------------------------------------------------- | ------------------------------------------------------------------------- | --------- |
| Gold     | Sieg                                                                      | Sieg                                                                      | 1         |
| Silber   | 2. Platz                                                                  | 2. Platz                                                                  | 2         |
| Bronze   | 3. Platz                                                                  | 3. Platz                                                                  | 3         |
| Grün     | Klassifiziert, mehr als 75% der Renndistanz zurückgelegt                  | Klassifiziert, mehr als 75% der Renndistanz zurückgelegt                  | 4         |
| Blau     | nicht punkteberechtigt, zwischen 50% und 75% der Renndistanz zurückgelegt | nicht punkteberechtigt, zwischen 50% und 75% der Renndistanz zurückgelegt | 5         |
| Violett  | nicht punkteberechtigt, zwischen 25% und 50% der Renndistanz zurückgelegt | nicht punkteberechtigt, zwischen 25% und 50% der Renndistanz zurückgelegt | 6         |
| Rot      | nicht punkteberechtigt, weniger als 25% der Renndistanz zurückgelegt      | nicht punkteberechtigt, weniger als 25% der Renndistanz zurückgelegt      | 7         |
| Farbe    | Abkürzung                                                                 | Bedeutung                                                                 | EM-Punkte |
| Schwarz  | DSQ                                                                       | disqualifiziert (disqualified)                                            | 8         |
| Weiß     | DNS                                                                       | nicht gestartet (did not start)                                           | 8         |
| Weiß     | DNA                                                                       | nicht erschienen (did not arrive)                                         | 8         |
| sonstige | P/fett                                                                    | Pole-Position                                                             | 8         |
| sonstige | SR/kursiv                                                                 | Schnellste Rennrunde                                                      | 8         |
| sonstige | DNF                                                                       | Rennen nicht beendet (did not finish)                                     | 8         |